# Pháp luật Việt Nam (báo)
Pháp luật Việt Nam là một tờ báo thuộc Bộ Tư pháp ra mắt số báo in đầu tiên vào ngày 10 tháng 7 năm 1985 với tên gọi ban đầu là Pháp luật thường thức. Năm 2015, tờ báo được cấp phép hoạt động theo giấy phép xuất bản số 303/GP-BTTTT của Bộ Thông tin và Truyền thông và được trao Huân chương Lao động hạng Nhất. Năm 2023, ông Vũ Hoài Nam được bổ nhiệm làm Tổng biên tập mới của nhật báo. Năm 2024, tờ báo được cấp phép hoạt động theo giấy phép xuất bản số 180/GP-BTTTT của Bộ Thông tin và Truyền thông.

## Pháp lý
Ngày 5 tháng 7 năm 2022, Pháp luật Việt Nam bị xử phạt 325 triệu đồng và bị tước giấy phép hoạt động báo điện tử trong ba tháng vì lý do vi phạm nhiều lỗi trong quá trình đưa tin.